# NWA Florida X Division Championship
El NWA Florida X Division Championship o Campeonato de la División X de Florida de la NWA es un título defendido en Championship Wrestling from Florida territorio de desarrollo de la National Wrestling Alliance.

## Lista de campeones
| Luchadores:                         | Reinados:      | Oponente:       | Fecha:                  | Lugar:              | Notas: |
| ----------------------------------- | -------------- | --------------- | ----------------------- | ------------------- | --- |
| NWA Florida X Division Championship |                |                 |                         |                     | |
| Naphtali                            | 1              | Justice         | 2 de agosto de 2002     | St. Petersburg, FL  | Derrotó a Justice por el IPW Hardcore Cruiserweight Championship el 2 de agosto de 2002 y fue galardonado con el NWA Florida Junior Heavyweight Championship. El NWA Florida Junior Heavyweight Championship fue renombrado a NWA Florida X Championship el 1 de enero de 2003. NWA Championship Wrestling From Florida se retiró más tarde de la NWA Florida y continúa con el NWA Florida Junior Heavyweight Championship. |
| Justice                             | 1              | Naphtali        | 18 de abril de 2003     | Pinellas Park, FL   | |
| David Babylon                       | 1              | Justice         | 28 de junio de 2003     | Davie, FL           | Derrotó a Justice y Naphtali en un Triple Threat match ganando el campeonato. |
| Roderick Strong                     | 1              | David Babylon   | 19 de julio de 2003     | St. Petersburg, FL  | |
| Jerelle Clark                       | 1              | Roderick Strong | 13 de diciembre de 2003 | St. Petersburg, FL  | Derrotó a John Brooks, Justice y Naphtali en un Fatal four way match ganando el campeonato. |
| Título vacante                      | Título vacante |                 | 2004                    |                     | El campeonato quedó vacante cuando Jerelle Clark ganó el NWA World Junior Heavyweight Championship. |
| Roderick Strong                     | 2              | Mikey Batts     | 21 de febrero de 2004   | Philadelphia, PA    | Derrotó a Mikey Batts ganando el campeonato vacante. |
| Sedrick Strong                      | 1              | Roderick Strong | 29 de abril de 2004     | New Port Richey, FL | |
| Naphtali                            | 2              | Sedrick Strong  | 9 de octubre de 2005    | Clearwater, FL      | |
| Mikey Batts                         | 1              | Naphtali        | 26 de febrero de 2006   | Brandon, FL         | Derrotó a Naphtali, Johnny Vandal, Burt, Sedrick Strong, y Jerrelle Clark Sudden Death rules six man match. |